# Андреас Бем
Андреас Бем (нім. Andreas Behm, 28 листопада 1962 — 27 грудня 2021) — німецький важкоатлет.
Бронзовий призер Олімпійських Ігор 1992 року в категорії до 67,5 кг, учасник 1996 року.
Срібний призер Чемпіонату світу 1982 (напівлегка вага), 1987 (легка вага) років, бронзовий призер 1993 (легка вага), 1983 (легка вага) років.
Чемпіон Європи 1985 (легка вага), 1986 (легка вага) років, срібний призер 1982 року в напівлегкій вазі, бронзовий призер 1991 (легка вага), 1981 (напівлегка вага), 1983 (легка вага), 1989 (легка вага) років.